# Rosselkhozbank
Rosselkhozbank ou Russian Agricultural Bank, est une banque publique russe. Son siège social est situé de Moscou. Elle a été fondée en 2000 afin de développer le système national de crédit et de financement du secteur agro-industriel.
Dmitry Nikolaevich Patrushev est président du conseil de surveillance de la banque depuis juin 2018,.
En 2020, Rosselkhozbank a lancé l'écosystème Svoe.Farming,, qui est conçu pour la numérisation complète des petites entreprises engagées dans le complexe agro-industriel, et aide également à la vente de produits agricoles en utilisant le marché Svoe Rodnoye,. Pour 2022, l'écosystème Svoe réunit plus de 30 services et sous-plateformes aux entreprises